# Adrián Annus
Adrián Annus ( * 28. června 1973 Szeged) je bývalý maďarský kladivář, mistr Evropy z roku 2002.

## Sportovní kariéra
Třikrát startoval na olympiádě – v roce 1996 a 2000 se nekvalifikoval do finále. V roce 2004 dosáhl ve finále nejlepší výkon 83,19 m, ale byl diskvalifikován za odmítnutí dodatečného dopingového testu po závodu, který vyhrál. Zvítězil v soutěži kladivářů na evropském šampionátu v roce 2002. O rok později získal stříbrnou medaili v této disciplíně na mistrovství světa. Z roku 2003 také pochází jeho osobní rekord 84,19 metru.